# Кутлуг-Тимур
Кутлуг-Тимур (*д/н — 1364) — державний та військовий діяч Золотої Орди. У венеціанських джерелах відомий як Котлобемур. Не слід плутати з беклярбеком Кутлуг-Тимуром, ординським намісником Хорезму в 1314—1329 роках, та Кутлуг-Тимур-ханом, правителем Хаджитарханського улуса у 1350-х роках (з лінія Аблая Тукатимурида).

## Життєпис
Походив з династії Чингизідів, роду Тукамитуриди. Син Тулен-Тимура, правителя Кримського улуса. Втім існує версія, що не належав до Чингізідів, а був  представником клану уйсун.
Про молоді роки відомо обмаль. 1342 року був одним з тих, хто клопотав перед ханом за венеційців міста Тана. Ймовірно брав участь у військових кампаніях хана Джанібека, зокрема 1344 року проти генуезців Кафи.
1357 року призначається хан Бердібеком очільником Кримського улусу. За дорученням останнього 1358 року надав права та землі венеційцям біля Сугдеї і Каліеру. 1359 року за власний кошт зводить мечеть в селі Шейх-Кой та фонтан в селі Отуз. З початком великої зам'ятні став фактично незалаженим правителем.
1362 року новий хан Кільдібек позбавив Кутлуг-Тимура влади, поставивши замість нього Ходжу Алібека з клану уйсун (сина Іси ібн Тоглук-Тимура). Помер в середині 1364 року.